# (28707) Drewbecker
(28707) Drewbecker est un astéroïde de la ceinture principale d'astéroïdes.

## Description
(28707) Drewbecker est un astéroïde de la ceinture principale d'astéroïdes. Il fut découvert le 6 avril 2000 à Socorro (Nouveau-Mexique) par le projet LINEAR. Il présente une orbite caractérisée par un demi-grand axe de 2,88 UA, une excentricité de 0,04 et une inclinaison de 1,2° par rapport à l'écliptique.

## Compléments